# José Pedraza (Leichtathlet)
José Pedraza (José Pedraza Zúñiga; * 19. September 1937 in La Mojonera in Michoacán; † 25. Mai 1998 in Mexiko-Stadt) war ein mexikanischer Geher und Silbermedaillengewinner bei den Olympischen Spielen 1968. Er wurde von Jerzy Hausleber trainiert.
1967 gewann er bei den Panamerikanischen Spielen in Winnipeg Silber im 20-km-Gehen hinter dem US-Amerikaner Ron Laird. Ein Jahr später bei den Olympischen Spielen 1968 in Mexiko-Stadt betrat er unter dem Jubel des heimischen Publikums als Dritter das Stadion, überholte Nikolai Smaga und verpasste nur knapp die Goldmedaille, die an Wolodymyr Holubnytschyj ging. Pedraza war damit der erste Mexikaner, der eine Leichtathletik-Medaille bei Olympischen Spielen gewann. Im 50-km-Gehen belegte er drei Tage später den achten Platz in persönlicher Bestzeit.
José Pedraza war 1,74 m groß und wog in seiner aktiven Zeit 66 kg. Er war Angehöriger der mexikanischen Armee, während seiner sportlichen Karriere im Rang eines Sargento (Unteroffizier) und stieg später bis zum Capitán (Hauptmann) auf.

## Bestleistungen
- 20 km Gehen: 1:32:35 h, 1966
- 50 km Gehen: 4:37:52 h, 1968